# Comuna Traian, Teleorman
Traian este o comună în județul Teleorman, Muntenia, România, formată numai din satul de reședință cu același nume.

## Așezare
Comuna este traversată de drumul național 51A pe direcția vest-est.
Comuna este una din comunele sudice ale județului, așezată în Lunca Dunării și în partea sudică a
Câmpiei Române, în câmpia Boianului. Localitatea se mărginește în nord cu Crângu, iar la nord-est și est cu comuna Seaca. La sud este mărginită de Dunăre la granița cu Bulgaria, iar la vest cu comuna Ciuperceni și nord vest cu municipiul Turnu Măgurele. Pârâul Șuroaia străbate localitatea de la nord la sud.

## Cadru natural

### Clima
Teritoriul comunei se încadrează în climat temperat-continental, cu o temperatură minimă
absolută de -31 grade Celsius și o maximă absolută de +39 grade Celsius. Primul
îngheț apare după 20 oct. iar ultimul, în a doua jumătate a lunii aprilie.
Cantitatea medie a precipitațiilor este de cca.600 mm/an.

### Fauna
Animalele pe care  le găsim în zonă sunt  vulpea, lupul, iepurele, mistrețul, dihorul, viezurele, cerbul lopătar, căprioara, hârciogul, popândăul, pisica sălbatică, șoarecele de câmp, dihorul de stepă.   

### Vegetația
Vegetația comunei se încadrează în zona vegetației de stepă.  Vegetația ierboasa se întâlneste în zonele necultivate și în zona
canalelor de irigații nefolosite, speciile representative fiind: iarba scăioasă, colții babei, troscot, știr, coada șoricelului, lumânărica, trifoiul sălbatic, pirul gros, etc.

## Turism
În comună, singurul punct turistic este Situl arheologic de la Traian, punct La Culă (sec. XIV așezare epoca medievală și castru Epoca romană, sec.II - III p. Chr.).

## Demografie
Componența etnică a comunei Traian
     Români (87,33%)
     Alte etnii (12,67%)
Componența confesională a comunei Traian
     Ortodocși (84,52%)
     Adventiști (1,55%)
     Alte religii (0,84%)
     Necunoscută (13,09%)
Conform recensământului efectuat în 2021, populația comunei Traian se ridică la 1.421 de locuitori, în scădere față de recensământul anterior din 2011, când fuseseră înregistrați 1.902 locuitori. Majoritatea locuitorilor sunt români (87,33%). Din punct de vedere confesional, majoritatea locuitorilor sunt ortodocși (84,52%), cu o minoritate de adventiști (1,55%), iar pentru 13,09% nu se cunoaște apartenența confesională.

## Istorie
La sfârșitul secolului al XIX-lea, comuna făcea parte din plasa Călmățuiul al județului Teleorman și era alcătuită, ca și acum, doar din satul Traian, cu o populație de 1265 de locuitori. În comună funcționa o școală mixtă și o biserică.
Anuarul Socec din 1925 consemnează comuna în plasa Turnu Măgurele a aceluiași județ, având o populație de 2985 de locuitori.
În anul 1950, comuna a trecut în administrația raionului Turnu Măgurele al regiunii Teleorman, raion care, doi ani mai târziu, a fost inclus în regiunea București.
În anul 1968, comuna a trecut la județul Teleorman, având actuala structură.

## Politică și administrație
Comuna Traian este administrată de un primar și un consiliu local compus din 11 consilieri. Primarul, Gabriel Cristea[*], de la Partidul Social Democrat, este în funcție din octombrie 2020. Începând cu alegerile locale din 2024, consiliul local are următoarea componență pe partide politice:
|  | Partid                          | Consilieri | Componența Consiliului | Componența Consiliului | Componența Consiliului | Componența Consiliului | Componența Consiliului | Componența Consiliului | Componența Consiliului |
|  | ------------------------------- | ---------- | ---------------------- | ---------------------- | ---------------------- | ---------------------- | ---------------------- | ---------------------- | ---------------------- |
|  | Partidul Social Democrat        | 7          |                        |                        |                        |                        |                        |                        |                        |
|  | Alianța pentru Unirea Românilor | 3          |                        |                        |                        |                        |                        |                        |                        |
|  | Partidul Național Liberal       | 1          |                        |                        |                        |                        |                        |                        |                        |